# Neil Gehrels Swift Obszervatórium
A Neil Gehrels Swift Obszervatórium (Neil Gehrels Swift Observatory), előző nevén Swift Gamma-Ray Burst Mission egy amerikai, a gamma-kitörések érzékelésére kifejlesztett NASA csillagászati műhold.
A Swift  az Explorer sorozat része. Három teleszkópjával a gamma-kitöréseket tanulmányozza. 2004. november 20-án indították Cape Canaveralból Delta II rakétával. (A startot a rossz időjárás miatt többször elhalasztották.) A tudományos megfigyelések a repülés második hónapjában kezdődtek.
A programot Neil Gehrels programvezető irányította a program indulásától egészen 2017-ben bekövetkezett haláláig a NASA Goddard Űrközpontjánál. A küldetés a Goddard és egy nemzetközi USA – Egyesült Királyság – Olaszország együttműködés eredményeképp jött létre, az irányítást pedig a Pennsylvaniai Állami Egyetem (USA) látta el a NASA Medium Explorer Program (MIDEX) keretén belül.
A Swift több hullámhosszon működő obszervatórium, amelyet gamma-kitörések vizsgálatára indítottak. Három műszere együtt figyeli a gamma-kitöréseket és az utófénylést gamma-, röntgen-, ultraibolya- és optikai sávban. A fő célok a következők:
- a gamma-kitörések eredetének meghatározása;
- a gamma-kitörések osztályozása és új típusok keresése;
- a lökéshullám fejlődésének és a környezettel való kölcsönhatásának a megfigyelése;
- a korai univerzum tanulmányozása a gamma-kitörések segítségével;
- az égbolt első letapogatása erős röntgen tartományban;

## Műszerek
- Burst Alert Telescope (BAT): gammateleszkóp, energiatartománya 15–150 keV. Elsőként észleli a gammakitörést és kiszámítja az égi koordinátákat.
- X-ray Telescope (XRT): röntgen-tartományban működő Wolter-távcső, energiatartománya 0,2 – 10 keV. Felvételeket készít és színképi analízist végez a gamma-kitörés utófényléséről. Ez az adat még pontosabban, 3,5 ívmásodperces hibahatárra mutatja a kitörés helyét. A fényességtől függően az XRT még több napig képes megfigyelni az utófénylést.
- UV/Optical Telescope (UVOT): UV és optikai teleszkóp, hullámhossztartománya 17 – 650 nm. Ha optikai utófénylést észlel, az UVOT pontosítja a kitörés helyzeti adatait és fotometriai adatokat gyűjt lencsés szűrőkön keresztül optikai és UV hullámhosszon. Az UVOT az XRT-hez hasonlóan még napokig tovább figyeli az utófénylést.

## Küldetés

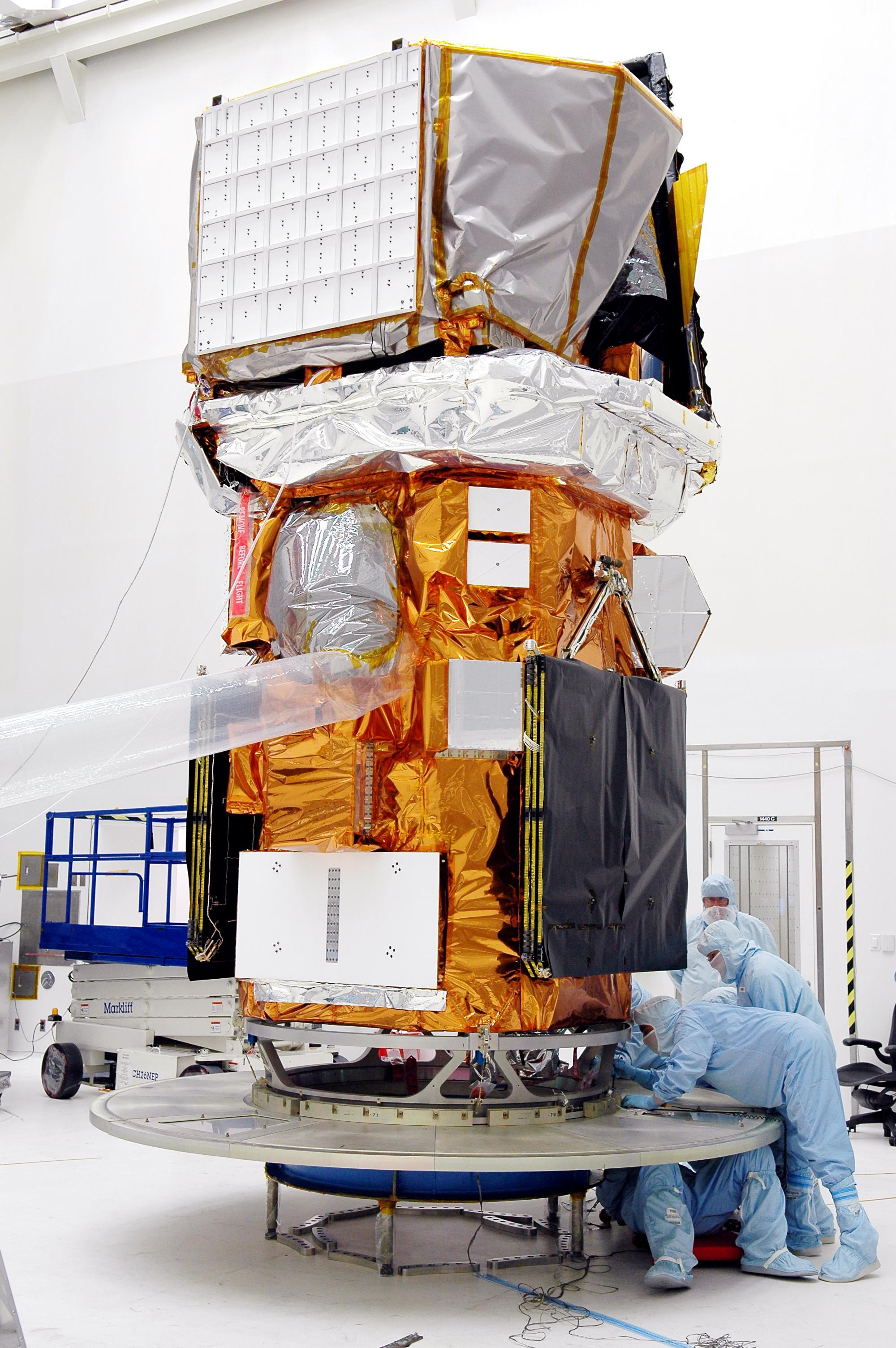
A Swift indítás előtt

A Swift műholdat 2004. november 20-án indították 586 x 601 km magas pályára. December 4-én a röntgenteleszkóp termo-elektromos hűtőjének (TEC) energiaellátása nem a tervek szerint indult be. A műszert működtető csoport december 8-áig rájött, hogy az XRT a TEC nélkül is működőképes. További tesztekkel nem sikerült meghatározni a hiba okát. December 7-én a BAT egy gammakitörést észlelt, de még nem tudott a kitörés irányába fordulni. Az első megfigyelt gammakitörés 2005. január 17-én 12:55 UT-kor volt. Az XRT a meghatározott koordináták felé fordult és a látómezőben egy fényes forrást fedezett fel.
2005. február 1-jén a küldetésirányítók közzétették az UVOT első felvételét. Május 9-én a Swift egy 1/20 másodpercig tartó felvillanást észlelt. 53 másodperccel később az XRT már kereste a gyorsan halványodó utófénylést. Ezzel először határozták meg egy rövid idejű gammakitörés pontos helyzetét. Szeptember 4-én figyelték meg a GRB 050904 kitörést 6,29-es vöröseltolódással és 200 másodperces időtartammal (a legtöbb észlelt kitörés néhányszor 10 másodpercig tartott). Távolsága nagyjából 12,9 milliárd fényév volt.
2005. december 1-jéig a Swift több mint 90 gammakitörést észlelt, közülük 70-nél röntgen utófénylést, 20-nál optikai utófénylést (40-be beleértve a földi teleszkópok optikai megfigyeléseit is). A 2006. február 18-án megfigyelt GRB 060218 szokatlanul hosszú (2000 másodperc) és közeli (440 millió fényév) kitörés, ami valószínűleg egy szupernóva volt.

### Magyar oldalak
- Startolt a legnagyobb robbanásokra vadászó műhold
- A Swift űrtávcső
- Felfedezés a Swift űrtávcsővel

### Külföldi oldalak
- A Swift honlapja
- Gammakitörések